# Intellectual Property Management
Intellectual Property Management (IP Management) ist ein zusammenfassender Begriff für alle strategischen und operativen Tätigkeiten, sowie Managementaufgaben, die Teil des wirtschaftlich orientierten Umgangs mit geistigem Eigentum (IP, Intellectual Property) sind.
Das IP Management ist als ganzheitliches und integriertes Management im Sinne einer systematischen Planung, Steuerung und Kontrolle der immateriellen Nutzenpotenziale eines Unternehmens zu begreifen. Sein übergeordnetes Ziel liegt in der systematischen Erfolgssteigerung durch Optimierung der Aneignung der Innovationsrenditen. Zu diesem Zweck muss das IP Management notwendigerweise einen interdisziplinären Charakter aufweisen.
Aspekte des IP Managements werden in der Betriebswirtschafts- und Managementlehre insbesondere dem Innovationsmanagement, dem Technologiemanagement, sowie im gewerblichen Rechtsschutz diskutiert.

## Umfang

### Definition IP
Der Begriff des geistigen Eigentums (Intellectual Property, IP) umfasst die gewerblichen Schutzrechte (u. a. Patente, Gebrauchsmuster, Marken, Designrechte), sowie Urheberrechte, dem Urheberrecht verwandte Schutzrechte (z. B. an Lichtbildern, Rechte des Datenbankherstellers, Rechte am Filmwerk), spezifisches Know-how (sofern der Wille zum Schutz des Wissens klar identifizierbar ist) und immaterielle Vermögensgegenstände (immaterielle Vermögenswerte, Intangible Assets). Immaterielle Vermögensgegenstände in diesem Sinne sind immaterielle Nutzungspotenziale, die dem Wirtschaftsbetrieb zur Verfügung stehen, wie auch Lizenzen, Know-how, Geschäfts- und Betriebsgeheimnisse.

### Definition Management
Der Begriff Management bezeichnet aus funktionaler Perspektive die zielgerichtete und an ökonomischen Prinzipien orientierte Koordination verschiedener Einzelprozesse und -funktionen innerhalb des Unternehmens; dazu zählen insbesondere alle Aufgaben der Führung, wie Organisation, Planung, Zielsetzung, Steuerung und Kontrolle.

## Aufgabe
Ziel des IP Managements ist es, Wettbewerbsvorteile für Unternehmen zu einer nachhaltigen Quelle von übernormalen Renditen zu machen. Das IP Management sorgt dafür, dass die Rendite von Innovationsleistungen optimiert wird. Um zielgerichtet aus Wettbewerbsvorteilen wirtschaftliche Erfolge zu erzielen, ist eine Wettbewerbsstrategie notwendig. Insbesondere im Zuge der Globalisierung und aufsteigenden Märkten in Asien ist IP Management für einen Wettbewerbsvorteil ein Schlüsselelement.
Unter den Normstrategien ist der Differenzierungsansatz in hochentwickelten Industrieländern der Dominante. Dabei gilt es, die eigenen Produkte und Leistungen mit kundennutzenrelevanten Differenzierungsmerkmalen auszustatten und diesbezüglich eine überlegene Leistung im Vergleich zum Wettbewerb anzubieten, um so die Preisempfindlichkeit der Nachfrager zu reduzieren. Typischen Führungsstellungen beziehen sich auf Produktdesign, Qualität, Service oder überlegene Technologie. Durch überlegenen Kundennutzen kann der Anbieter aus dem isolierten Preiswettbewerb heraustreten und vermeidet die unmittelbare Vergleichbarkeit seiner Leistungen.
In dieser Normstrategie greift das IP Management in das Geschäftsmodell ein, indem es mit Hilfe von IP den Kundennutzen exklusiv macht und dem Unternehmen so die Möglichkeit verschafft, die im Rahmen seiner Innovationsbemühungen getätigten Investitionen zu amortisieren.
Die zentrale Aufgabe des IP Managements besteht im Differenzierungsansatz darin, die Mehrwertposition beim Kundennutzenangebot zu schützen und somit die Alleinstellung rechtlich verteidigungsfähig und somit nachhaltig zu machen. IP Management ist die operative Umsetzung der IP-Strategie in der betrieblichen Realität.

## Verortung

### IP Management als Führungsaufgabe
Damit das IP Management kein von den übrigen Unternehmensbereichen isoliertes Dasein fristet, sondern in das Unternehmen integriert werden kann, muss dessen Führungsebene nach neueren IP Management Ansätzen diesbezüglich  Führung und Verpflichtung  zeigen. Führungskräfte müssen aktiv zur Arbeit mit IP beitragen und dafür Sorge tragen, dass IP in die Produkte und Services, die Gesamtunternehmensstrategie sowie das Geschäftsmodell hineingedacht wird.
Dafür ist es unabdingbar, eine entsprechende  IP-Kultur  im Unternehmen zu schaffen. Das bedeutet insbesondere, dass sämtliche Stakeholder – die zumeist keine IP-Experten sind – in eine gemeinsame, konsistente und kohärente Umsetzung der IP-Strategie einzubinden sind. Die Stakeholder des IP Managements sollten in rechtlich durchsetzbarer und damit nachhaltiger Exklusivität denken, was es ihnen ermöglicht, den Bedarf des Unternehmens an IP in Einklang mit den übergeordneten Zielen formulieren. Es ist wichtig, dass sie sich ihrer Rolle bewusst sind, in die Prozesse des IP Managements integriert werden und das Instrument IP für sich als hilfreich und zielführend anerkannt haben.

### IP Management als Teil des Innovationsmanagements
In der Praxis wird IP Management häufig nicht als gestaltender Teil des Innovationsprozesses, sondern vielmehr als ausführender juristisch-administrativer Dienstleister innerhalb des Unternehmens verstanden. Dessen Aufgabenbereich wird im Wesentlichen auf zwei Aktionen reduziert: Zum einen soll das IP Management durch sogenannte „Freedom-to-Operate“ (FTO) Analysen vor der Markteinführung klären, ob das neue Produkt gegebenenfalls Rechte Dritter verletzt. Zum anderen sollen eigene Erfindungen, die im F&E-Prozess gemacht wurden, sowie andere immaterielle Produktaspekte wie beispielsweise ein Produktname vor Nachahmung geschützt werden. Letzteres umfasst unter anderem die Entgegennahme von Erfindungsmeldungen oder die Anmeldung, Aufrechterhaltung und Durchsetzung von Schutzrechten.
Klassischerweise wird IP-Arbeit dabei als ressourcenorientierter „inside-out“-Prozess betrieben. Dieser beginnt mit der Erfindung in der F&E-Abteilung als Folge der Arbeit von Entwicklungsingenieuren, die eine technische Lösung für ein spezifisches Entwicklungsproblem erarbeiten, das sich im Rahmen der Produktentwicklung stellt. Im Kern handelt es sich hierbei um einen reaktiven Schutz von F&E-Ergebnissen/Erfindungen. Diese Betrachtungsweise greift allerdings deutlich zu kurz. Denn IP Management bedeutet nicht Denken in geschützten technischen Lösungen, sondern Denken in exklusiven Kundennutzen durch Verbietungsrechte. Es muss darum eine aktive Rolle innerhalb des Innovationsprozesses zur Gestaltung von exklusiven Kundennutzen einnehmen.
Die Frage, welches IP das Unternehmen eigentlich benötigt und in welchem Umfang, kann auf diese Weise systematisch beantwortet werden. Damit können gewünschte Wirkungen geplant werden und die Zusammenarbeit der beteiligten Stakeholder lässt sich zielgerichtet auf die Alleinstellung und den erwarteten Kundennutzen hin koordinieren. Nicht zuletzt wird so auch die Frage nach einem wirtschaftlich angemessenen Budget für IP im Rahmen des Innovationsprojekts beantwortet.
Die Integration von IP in den Innovationsprozess muss zu einem möglichst frühen Zeitpunkt erfolgen, an dem die Frage des Kundennutzens und seiner konstruktiven Umsetzung noch gestaltbar sind. Dazu bedarf es einer echten, wechselseitigen Interaktion zwischen IP- und Innovationsmanagement.

### Integriertes IP Management
IP Management wird als integriertes Managementsystem verstanden. Ausgehend von den bestehenden technologie- und patentgetriebenen Prozessen wird IP in weitere Prozesse wie beispielsweise Innovations-, Informations- und Marketingprozesse integriert.
Der zentrale IP-Prozess wird im Wesentlichen durch die eigene IP-Abteilung, gegebenenfalls in Zusammenarbeit mit externen IP-Experten oder Patentanwälten, sowie mit dem Erfinder durchgeführt. In der traditionell engen Bindung der Patentarbeit an die F&E-Abteilung entsteht das Phänomen der Entkopplung vom Restunternehmen in einer operativen Insel. Durch die Integration von IP Management in die angrenzenden Unternehmensfunktionen wird dieser Effekt überwunden.
Ein integriertes IP Management ist ein originär interdisziplinäres Aufgabenfeld. Die Ziel- und Methodensysteme von insbesondere Technologiemanagement, Unternehmens- und Wettbewerbsstrategie, Marketing, Innovationsmanagement werden im IP Management zusammengeführt.

### IP Management als Teil des Marketing
Die Aufgabe des Marketings besteht insbesondere darin, das Leistungsangebot des Unternehmens mit einem wettbewerbsübergreifenden Kundennutzen auszustatten, diesen mit der Zahlungsbereitschaft der Kunden abzugleichen, die Kommunikation zum Kunden sicherzustellen und diesem Zugang zur angebotenen Leistung zu verschaffen.
Die Rolle von IP im Marketing beruht dabei auf ihrem Verbotscharakter. Durch das bereits angesprochene Denken in exklusiven Kundennutzen durch Verbietungsrechte werden Letztere zu einem machtvollen Marketinginstrument. IP ist insoweit als eines der zur Verfügung stehenden Marketinginstrumente zu sehen, die es im Marketing-Mix einzusetzen gilt.

## Abgrenzung

### Patentmanagement
In der Praxis wird IP Management häufig mit Patentmanagement gleichgesetzt. Diese Sichtweise greift allerdings deutlich zu kurz. Denn Zielobjekt des  Patentmanagements  ist die Invention, sprich die technische Erfindung. Im Gegensatz dazu stellt das  IP Management  die Innovation in den Mittelpunkt der Betrachtung und versteht diese als ein Bündel technischer und nicht-technischer Leistungsbestandteile. Unmittelbar hiermit verknüpft ist die Zielsetzung der Optimierung der Aneignung von Innovationserträgen, wohingegen das Patentmanagement eine größtmögliche Handlungsfreiheit zur Verwertung der Invention auf Basis einer umfassenden technischen Alleinstellung anstrebt.
Beiden Ansätzen ist somit letztendlich die Wertorientierung gemein. Allerdings ist das IP Management zusätzlich durch seine ganzheitliche, integrierte und interdisziplinäre Ausrichtung gekennzeichnet. Zentrales Element ist die systematische Planung, Steuerung und Kontrolle der Immaterialgüter des Unternehmens, welche die gesamte Bandbreite verfügbarer technischer und nicht-technischer Schutzinstrumente in das Kalkül einbezieht ohne a priori einem bestimmten Instrument, wie dem Patent, den Vorzug zu geben.

### Management von Schutzrechten
Auch im Verhältnis zu der im Vergleich zum Patentmanagement umfassenderen Idee eines Managements von Schutzrechten (IPRM) fußt das IP Management auf einem breiteren Gegenstandsbereich. Denn während das IPRM lediglich immaterialgüterrechtlich geschützte Intangibles betrachtet, umfasst das IP Management darüber hinaus auch diejenigen immateriellen Ressourcen des Unternehmens, die grundsätzlich schutzfähig wären, jedoch (bewusst) keinen sonderrechtlichen Schutz genießen. Gleiches gilt für spezifisches Know-how, sofern der Wille zum Schutz des Wissens klar identifizierbar ist.

## Struktur

### IP-Strategie
Das übergeordnete Ziel des IP Managements besteht in der systematischen Steigerung des Unternehmenserfolgs durch Optimierung der Aneignung der wirtschaftlichen Erträge aus der Innovationstätigkeit des Unternehmens. Im Differenzierungswettbewerb bedarf es dazu eines exklusiven, durchsetzbaren und nachhaltigen Kundennutzens, der mit Hilfe von IP erreicht werden kann.
Diese allgemeine Zielsetzung muss im Rahmen der IP-Strategie konkretisiert und präzisiert werden, um letztlich in ein konsistentes Maßnahmenpaket zu münden, welches in seiner betrieblichen Umsetzung überwach- und steuerbar ist. Als zentrales Element des IP Managements definiert die IP-Strategie dabei – in Anlehnung an den Strategiebegriff von Chandler (1962) – die langfristigen Ziele in Bezug auf die Immaterialgüter des Unternehmens und legt die entsprechenden Leitlinien für die Zielverfolgung sowie die hierfür bereitzustellenden Ressourcen fest. Dazu gehört insbesondere die Bestimmung des IP-Bedarfs, der sich aus der angestrebten IP-Position zur Erreichung der Unternehmensziele ableitet sowie die Festlegung der finanziellen und personellen Ressourcen und der organisatorischen Rahmenbedingungen zu deren Umsetzung. Die IP-Strategie berücksichtigt die Strategieoptionen und leitet daraus notwendige Maßnahmen zur Nutzung von IP zur aktiven und kontinuierlichen Entwicklung der Marktposition des Unternehmens ab.
Die IP-Strategie eines Unternehmens kann je nach ihrer Ausrichtung eine im Verhältnis zu den Wettbewerbern entweder vorrangig offensive oder defensive Grundorientierung aufweisen, wobei in der Praxis sinnvollerweise hybride Strategien verfolgt werden, die sowohl defensive als auch offensive Elemente beinhalten und kontinuierlich angepasst werden.

#### Offensive IP-Strategien
Offensive IP-Strategien fokussieren primär die unternehmenseigene IP-Position und sind bestrebt, Schutzpositionen zu schaffen, mit deren Hilfe die Handlungsfreiheit aktueller und potenzieller Konkurrenten eingeschränkt werden kann. Einerseits wird versucht, Wettbewerber durch die aktive Verhinderung, Einschränkung und Vernichtung fremder Schutzrechte gezielt am systematischen Aufbau einer starken Schutzrechtsposition zu hindern. Dies kann durch Maßnahmen gegen die Anmeldung und Erteilung von Schutzrechten geschehen, bspw. durch Einspruch oder Nichtigkeitsklage gegen ein erteiltes Patent, Widerspruch gegen die Eintragung einer Marke oder Antrag auf Löschung eines eingetragenen Designs wegen Nichtigkeit. Des Weiteren kann insbesondere im Bereich technischer Schutzrechte mit Hilfe von Sperrpatenten oder durch das sog. Bracketing der technologische Handlungsspielraum von Wettbewerbern gezielt begrenzt werden.

#### Defensive IP-Strategien
Defensive IP-Strategien hingegen sind primär an Schutzrechten Dritter ausgerichtet. Im Mittelpunkt steht die Frage, wie auf diese reagiert werden soll, um Auswirkungen der IP-Strategien Dritter auf das eigene Unternehmen zu minimieren. Ziel ist es, die unerwünschte Nachahmung eigener Produkte und Dienstleistungen, die Verletzungen eigener Schutzrechte durch Dritte sowie Angriffe Dritter auf das eigene Schutzrechtsportfolio durch präventive Maßnahmen zu vermeiden und auf diese Weise Schutzrechtsstreitigkeiten und Produktimitationen zu verhindern. Im Gegensatz zu offensiven IP-Strategien steht also nicht die Einschränkung der Handlungsfreiheit Dritter im Vordergrund, sondern in erster Linie der Erhalt der eigenen Handlungsspielräume im Hinblick auf künftige Innovationsaktivitäten. In der Literatur wird diesbezüglich vielfach auch der Begriff freedom-to-operate (FTO) verwendet. Nicht zuletzt ist auch die Verteidigung des eigenen Schutzrechtsportfolios vor Angriffen der Konkurrenz (Einsprüche, Nichtigkeitsklagen oder auch Imitationsversuche trotz bestehender Schutzrechte) zentraler Bestandteil defensiver Strategien.

### Aufgabenfelder des IP Managements
Zur Schaffung einer nachhaltigen Exklusivitätssphäre ergeben sich für das IP Management im Wesentlichen die folgenden vier Aufgabenbereiche, die sowohl ressourcen- als auch marktorientiert sind:
1. Beherrschung von Risiken:  Das Unternehmen muss entlang seiner Wertschöpfungskette sämtliche Risiken, die durch IP – insbesondere fremdes IP – entstehen können frühzeitig erkennen und beherrschen, um die Handlungsfreiheit für die Umsetzung des eigenen Geschäftsmodells zu erlangen und langfristig sicherzustellen.
2. Imitationsunterdrückung:  Vermeidung von Nachahmung durch Exklusivierung eigener Ressourcen und Kernkompetenzen, die zur Herstellung einer möglichst exklusiven und überlegenen Angebotsposition notwendig sind.
3. Gestaltung der eigenen Marktposition:  Sicherstellung des eigenen Marktzugangs durch strategisches Verbieten gegen den Wettbewerb. Bereits heute sollen zukünftige Leistungsangebote, Produkte und Technologiefelder des Unternehmens sowie der damit verbundene Kundennutzen für das eigene Unternehmen exklusiviert werden. Die mit IP verbundene Verbotswirkung wird dabei gezielt als Markteintrittsbarriere eingesetzt und so eine exklusive Marktposition etabliert.
4. Kommunikation der Alleinstellung im Markt:  Herstellung und Erhaltung des Differenzierungspotenzials und der Alleinstellung in der Kundenwahrnehmung. Aufgabe des IP Managements ist es nicht nur, eine objektive Alleinstellung herzustellen, sondern diese auch an den Kunden zu kommunizieren. Beispielsweise werden dazu in der Automobilindustrie unter anderem Assistenzsysteme mit möglichst prägnanten Bezeichnungen und Abkürzungen markiert, um die Leistung exklusiv an den Kunden zu kommunizieren.

### Prozesse des IP Managements
Die IP Managementprozesse sind Teil des Wertschöpfungsprozesses in der Organisation und beschreiben den Umgang mit IP und dessen Wechselwirkung mit den Unternehmenszielen. Um den Zielen des IP Managements gerecht zu werden, muss das Unternehmen sicherstellen, dass notwendige und sinnvolle Prozesse implementiert werden. Die Prozesse beschreiben die für das IP Management wesentlichen Herausforderungen und dokumentieren Aufgaben und Ziele, Steuerungskriterien und Ressourcen, sowie die Rollen der einzelnen Stakeholder.
Von entscheidender Bedeutung ist dabei die Integration der Prozesse des IP Managements in die Kernprozesse der Unternehmung, sowohl bzgl. der Input- und Outputfaktoren, als auch der Prozesseigner, die im Sinne des Verständnisses eines unternehmensweit agierenden IP Managements nicht nur den Fachabteilungen der IP-Administration zuzuordnen sind.
Die DIN 77006 schlägt für das IP Management eine Prozesslandschaft vor, die im Kern aus folgenden Hauptprozessen besteht:
- IP-Strategie
- IP-Generierung
- IP-Administration
- IP-Risikomanagement
- IP-Durchsetzung
- IP-Verteidigung
- IP-Transaktionen
- IP-Reporting
- IP-Bewusstsein

## DIN 77006 – "Intellectual Property Managementsysteme – Anforderungen"
Die Ansprüche an die Qualität von Dienstleistungen im IP Management steigen kontinuierlich. Gleichzeitig werden die Beziehungen zwischen den Dienstleistern und den Industrieunternehmen zunehmend komplexer. Nicht zuletzt deshalb, weil durch die Digitalisierung geistiges Eigentum in vielen Geschäftsmodellen plötzlich stärker im Fokus steht. Vor diesem Hintergrund wurden mit der DIN 77006 erstmals Anforderungen an einen freiwilligen Standard zur Gestaltung eines zeitgemäßen Intellectual Property Managementsystems im Unternehmen festlegt.
Die im Juni 2020 veröffentlichte Norm DIN 77006 „Intellectual Property Managementsysteme - Anforderungen“  behandelt systematisch alle Vorgänge in einem Unternehmen oder einer Organisation, bei denen der Umgang mit IP in der betrieblichen Wertschöpfung zum Tragen kommt und gibt Hinweise zum nutzbringenden und risikoarmen Vorgehen. Die Norm will unterstützen:
- ein IP-Managementsystem festzulegen, zu verwirklichen und aufrechtzuerhalten,
- IP zu identifizieren, zu erzeugen, zu sichern und zu verbessern,
- IP-Risiken (einschließlich Systemschwachstellen) auf ein Mindestmaß zu beschränken,
- Nutzen aus IP-Chancen zu ziehen und mit Nichtkonformitäten bezüglich des IP-Managementsystems umzugehen.

Die Norm liefert Anwendern konkrete Empfehlungen, wie sich die Qualität innerhalb eines IP Managementsystems durch den Aufbau, die Entwicklung, die Umsetzung, die Bewertung, die Aufrechterhaltung und die Verbesserung eines adäquaten und wirksamen IP Managements innerhalb einer Organisation sichern lässt. Sie definiert dabei alle Vorgänge, die einen Bezug zum geistigen Eigentum haben und wird künftig ein einheitliches Verständnis davon prägen, was Qualität im unternehmerischen IP Management ausmacht. Insbesondere für die KMUs, die häufig begrenzte personelle und finanzielle Ressourcen haben, bietet diese Norm wichtige Leitlinien bei der Gestaltung von effektiven Prozessen und der Erfüllung von IP-Compliance-Anforderungen. Die DIN 77006 richtet sich nicht nur an Unternehmen, sondern ist auch für Wirtschaftsprüfer, Finanzinstitute und Institutionen nützlich, die sich mit IP Management befassen.

### Bezug zur DIN ISO 9001
Die DIN 77006 definiert den Qualitätsbegriff im IP Management und ergänzt in diesem Zusammenhang die Inhalte der internationalen Norm für Qualitätsmanagement DIN EN ISO 9001, deren High Level Structure sie folgt. Als Ergänzung zur DIN ISO 9001 orientiert sich die Norm unmittelbar an der Struktur des betrieblichen Qualitätsmanagementsystems und lässt sich reibungslos in bestehende Prozesslandschaften integrieren. So sind beispielsweise Qualitätsziele für das IP Management festzulegen, diese müssen dokumentiert werden und es ist zu prüfen, ob sie erreicht wurden. Darüber hinaus nennt die Norm die Prozesse des IP Managements – das sind alle Vorgänge, die einen Bezug zum geistigen Eigentum haben, von der IP-Strategie übers IP-Risikomanagement bis hin zum IP-Reporting.

### IP-Compliance & Digitalisierung
Der Umgang mit IP-Risiken ist wegen ihrer möglichen Auswirkungen auf den Geschäftsbetrieb eine der besonderen Herausforderungen für den Unternehmer bei der Einhaltung seiner Sorgfaltspflicht. Bei der Verletzung von Fremd-IP steht regelmäßig die Frage nach dem Verschulden und den daraus resultierenden zivil- und strafrechtlichen Konsequenzen im Raum. Besonders brisant erscheint die Problematik im Zusammenhang mit der zunehmenden Digitalisierung.
Die Implementierung der DIN 77006 im Unternehmen und die Konformität mit den in der Norm dargestellten IP-Prozessen stellt die IP-Compliance des Unternehmens sicher und bietet insoweit den Rahmen für rechtssicheres Handeln.

## QIMIP – Qualitätsinitiative für das Management von IP
QIMIP ist die Qualitätsinitiative für das Management von IP und als Abteilung des Deutschen Instituts für Erfindungswesen (D.I.E.e.V.) unabhängig und arbeitet gemeinnützig.
QIMIP ist eine Plattform für Beratung und Dienstleistung zur DIN 77006. Auf ihrer Serviceplattform hilft sie qualitätsgesicherte Dienstleister und Berater für die Implementierung und Umsetzung der DIN 77006 zu finden. Gleichzeitig ist QIMIP Qualifizierungspartner für Dienstleister und Berater zur Qualität im IP Management.
QIMIP wird getragen von Vertretern der Industrie, Dienstleistung, Beratung und Wissenschaft sowie der Wirtschaftsprüfung, Rechts- und Patentanwaltschaft und begleitet den Normenausschuss zur DIN 77006. Ziel ist die Entwicklung, der Aufbau, die Umsetzung und Bewertung sowie die kontinuierliche Verbesserung der Qualität im IP Management in Unternehmen, Institutionen und Organisationen.